# Discovery HD Showcase
 (décembre 2011).
Si vous disposez d'ouvrages ou d'articles de référence ou si vous connaissez des sites web de qualité traitant du thème abordé ici, merci de compléter l'article en donnant les références utiles à sa vérifiabilité et en les liant à la section « Notes et références ».
Discovery HD Showcase est une chaîne de télévision appartenant au groupe Discovery ayant émis entre 2010 et 2012.

## Histoire de la chaîne
Discovery HD Showcase est lancée le 26 janvier 2010 sur Canal+.
Deux ans plus tard, en septembre 2012, elle cesse sa diffusion en France et est remplacée par Discovery Science.

## Identité visuelle (logo)

Logo de Discovery HD Showcase de 2010 à 2012
Logo de Discovery HD Showcase en 2012

## Programmes
Elle reprend les émissions de Discovery Science, Discovery World, Discovery Turbo et de Animal Planet en haute définition : 5 chaînes qui n'existent pas encore en France, à part Discovery Science actuellement.

## Diffusion
Discovery HD Showcase est alors disponible uniquement sur Canal+ en France, sur le canal 65.